# Созонтов Віктор Гнатович
Ві́ктор Гна́тович Созо́нтов — український науковець, професор, доктор технічних наук.

## З життєпису
1982 року здобув науковий ступінь кандидата наук. 2007 року хдобув науковий ступінь доктора технічних наук — «Технологія неорганічних речовин». Професор кафедри машинобудування та прикладної механіки (Східноукраїнський національний університет імені Володимира Даля).
Серед робіт:
- «Розробка технології інгібованого теплоносія на основі оксидів азоту для атомних електростанцій»; дисетація кандидата технічних наук; 1982[1]
- «Технологія утилізації меланжів», 2006, співавтори Казаков Валентин Васильович та Гринь Григорій Іванович
- «Технологія зв'язаного нітрогену. Синтез і відновлення оксиду динітрогену»; 2019. Співавтори Григорій Іванович Гринь, Ольга Миколаївна Близнюк, Микола Володимирович Кошовець, Валентин Васильович Казаков, Анатолій Сергійович Савенков, Інна Василівна Кравченко, Олександр Вікторович Суворін, Євген Іванович Зубцов, Марина Анатоліївна Ожередова, Микола Іванович Азаров, Наталія Юріївна Масалітіна, Валерій Михайлович Москалик.